# Kiskunmajsa
Kiskunmajsa je gradić u jugoistočnoj središnjoj Mađarskoj.

## Zemljopisni položaj
Nalazi se u regiji Južni Alföld, na 46°34' sjeverne zemljopisne širine i 19°46' istočne zemljopisne dužine.

## Upravna organizacija
Upravno je sjedište kiškunmajske mikroregije u Bačko-kiškunskoj županiji. Poštanski je broj 6120. Upravno mu pripada 4 km udaljeno selo Bodgar.

## Promet
Kiskunmajsa se nalazi na željezničkoj prometnici. U sjevernom dijelu grada je željeznička postaja.

## Stanovništvo
U Kiskunmajsi živi 11.815 stanovnika (2008.).

## Gradovi prijatelji
- Topolje
- Gheorgheni
- Lommatzsch
- Bad–Schönborn
- Lubliniec

## Vanjske stranice
- (mađ.) Službene stranice